# FK Budućnost Banovići
FK Budućnost Banovići is een Bosnische voetbalclub uit Banovići.
Na de onafhankelijkheid van Bosnië was de club medeoprichter van de Bosnische competitie. De volgende seizoenen speelde de club in de tweede klasse en promoveerde opnieuw in 1998. In 2000 speelde Buducnost de play-offs en haalde zelfs de finale om de titel. Daar trok NK Brotnjo echter aan het langste eind wegens uitdoelpunten. Buducnost had wel recht op Europees voetbal maar werd in de voorronde uitgeschakeld door het Tsjechische FK Drnovice. Het volgende seizoen voegden de Kroatische clubs uit Bosnië zich bij de competitie die daarvoor werd uitgebreid naar 22 clubs, Buducnost werd zestiende maar moest toch degraderen omdat de competitie werd teruggebracht naar zestien clubs.
Na één seizoen keerde de club terug naar de hoogste klasse, die opnieuw uitgebreid was omdat nu ook de Servische clubs mochten deelnemen aan de competitie. Buducnost werd negentiende op twintig clubs en degradeerde opnieuw. Ook nu promoveerde de club na één seizoen en werd knap achtste in de hoogste klasse. Na het seizoen 2005/06 moest er opnieuw een stap teruggezet worden na een laatste plaats. Ook in het seizoen 2010/11 speelde de club op het hoogste niveau. In 2017 degradeerde de club uit de tweede klasse. 

## Erelijst
- Prva Liga Federacija Bosne i Hercegovine: 2004, 2010

## Budućnost Banovići in Europa
#Q = #kwalificatieronde, T/U = Thuis/Uit, W = Wedstrijd, PUC = punten UEFA coëfficiënten .
Uitslagen vanuit gezichtspunt FK Budućnost
| Seizoen | Competitie | Ronde | Land              | Club        | Totaalscore | 1e W    | 2e W    | PUC |
| ------- | ---------- | ----- | ----------------- | ----------- | ----------- | ------- | ------- | --- |
| 2000/01 | UEFA Cup   | Q     | Vlag van Tsjechië | FK Drnovice | 0-4         | 0-3 (U) | 0-1 (T) | 0.0 |

Totaal aantal punten voor UEFA coëfficiënten: 0.0